# Huệ Quả
Huệ Quả (746-805) là một Đại Sư Mật tông người Trung Hoa. Sư là đệ tử của Bất Không Kim Cương và là thầy của Không Hải. Dưới triều nhà Đường, Huệ Quả làm quân sư cho các triều vua Đại Tông, Đức Tông và Thuận Tông. Sư có rất nhiều đệ tử nổi tiếng, trong đó có Đại Sư Không Hải là tổ sư của Chân ngôn tông Nhật Bản.
Dòng truyền thừa của Sư Huệ Quả như sau: Đại Nhật Như Lai > Kim Cương Tát Đỏa > Long Thọ > Long Trí > Kim Cương Trí > Bất Không Kim Cương > Huệ Quả > Hoằng Pháp Đại Sư.